# Ludmila Vostrčilová
Ludmila Vostrčilová, nebo také Lída Vostrčilová (rodným jménem Ludmila Stýblová) (29. května 1918, Místek – 29. dubna 2003 Praha) byla česká divadelní, filmová a televizní herečka. Věnovala se také dabingu a rozhlasovému herectví.

## Kariéra
V letech 1937–1940 studovala herectví na Státní konzervatoři v Praze. Poté jako herečka působila v Českém divadle moravskoslezském v Ostravě a od roku 1943 v Nezávislém divadle. Po válce nastoupila do Divadla 5. května, kde setrvala až do jeho zrušení v roce 1948. Následně působila v Divadle státního filmu, odkud v roce 1952 přestoupila do Divadla na Vinohradech. Tam setrvala až do svého odchodu na odpočinek v roce 1991. 
V letech 1942–43 hostovala také v Činohře Národního divadla.
Ve filmu se poprvé objevila v roce 1946, kdy hrála ve snímku Nezbedný bakalář od Otakara Vávry. Od té doby až do roku 1992 vytvořila desítky filmových a televizních rolí.

## Osobní život
Lída Vostrčilová byla provdaná za herce Josefa Chvalinu.

## Výběr z rolí

### Divadlo
- 1980 – Dům na nebesích

### Film
- 1946 – Nezbedný bakalář
- 1950 – Racek má zpoždění
- 1950 – V trestném území
- 1956 – Zaostřit, prosím!
- 1983 – Neúplné zatmění
- 1989 – Jmenuji se po tátovi

### TV Seriály
- 1966 – Eliška a její rod
- 1967 – Píseň pro Rudolfa III.
- 1989 – Případ pro zvláštní skupinu

### Rozhlasové hry
- 1959 – Černý pasažér (podle R. P. Lamberta)
- 1959 – Mrtvé duše (podle N. V. Gogola)